# (95882) Longshaw
(95882) Longshaw est un astéroïde de la ceinture principale.

## Description
(95882) Longshaw est un astéroïde de la ceinture principale. Il fut découvert le 21 avril 2003 à Catalina par le projet CSS. Il présente une orbite caractérisée par un demi-grand axe de 2,30 UA, une excentricité de 0,14 et une inclinaison de 5,8° par rapport à l'écliptique.

## Compléments